# 塞爾希伊夫卡 (沃茲涅先斯克區)
47°56′2″N 31°30′34″E / 47.93389°N 31.50944°E
塞爾希伊夫卡（烏克蘭語：Сергіївка），是烏克蘭南部尼古拉耶夫州沃茲涅先斯克區布拉茨凯市镇内的村落。始建於1809年，面積1.87平方公里，海拔高度108米，2001年人口696，人口密度每平方公里372.8人。